# Zwartsnedehertenzwam
Zwartsnedehertenzwam (Pluteus atromarginatus) is een schimmel uit de familie Pluteaceae. Hij leeft saprotroof op hout van naaldbomen (vooral op dennen).

## Kenmerken

### Uiterlijke kenmerken
Hoed
De hoed heeft een diameter van 4-10 cm en is donkerbruin tot bruin/zwart van kleur met een zwart/bruine snede.
Steel
De steel heeft een lichtere kleur dan de hoed en bevat bruine vezels. 
Lamellen
De lamellen zijn wit en de lamellensnede is zwart.
Vlees
Het vlees is witachtig, zacht, verandert niet van kleur bij het snijden. De smaak en geur zijn onduidelijk.

### Microscopische kenmerken
De sporen zijn breed ellipsoïde, glad, inamyloïde en meten 6-7,5 x 4-5 µm. De cheilocystidia zijn cilindrisch tot knotsvormig of subkopvormig, dunwandig met bruine inhoud en meten tot 50 x 10 µm.

## Verspreiding
De soort komt in Nederland vrij zeldzaam tot zeldzaam voor. Hij staat op de rode lijst (2008) met de status ernstig bedreigd.